# Vendresse (Aisne)
Pour les articles homonymes, voir Vendresse (homonymie).
Vendresse est une localité de Vendresse-Beaulne, dont elle est le chef-lieu, et une ancienne commune française, située dans le département de l'Aisne en région Hauts-de-France.
Elle a fusionné en 1809 avec Troyon pour former la commune de Vendresse-et-Troyon. Au lendemain de la Première Guerre mondiale, Vendresse-et-Troyon est regroupé le 9 septembre 1923 avec la commune de Beaulne-et-Chivy, considérée comme détruite lors de cette guerre. La nouvelle a pris le nom de Vendresse-Beaulne où le chef-lieu est fixé à Vendresse.

## Toponymie
Le nom de la localité est attesté sous les formes Venderessa (1136) ; Venderissa (1185) ; Communitas ville de Venderesse (1251) ; Vendrece (1273) ; Vanderesse (1361) ; Venderesse-en-Laonnois (1474) ; Vandresse (1755).

Le nom de Vendresse est issu de Vindonissa qui signifie en langue gauloise « ruisseau blanc ».

## Histoire
La commune de Vendresse a été créée lors de la Révolution française. En 1809, elle fusionne avec la commune voisine de Troyon et la nouvelle entité prend le nom de Vendresse-et-Troyon. Au lendemain de la Première Guerre mondiale, Vendresse-et-Troyon est regroupé le 9 septembre 1923 avec la commune de Beaulne-et-Chivy, considérée comme détruite lors de cette guerre. La nouvelle a pris le nom de Vendresse-Beaulne où le chef-lieu est fixé à Vendresse.

## Administration
Jusqu'à sa fusion avec Troyon en 1819, la commune faisait partie du canton de Craonne dans le département de l'Aisne. Elle appartenait aussi à l'arrondissement de Laon depuis 1801 et au district de Laon entre 1790 et 1795. La liste des maires de Vendresse est :
| Période                                  | Période | Identité | Étiquette | Qualité |
| ---------------------------------------- | ------- | -------- | --------- | ------- |
|                                          |         |          |           |         |
| Les données manquantes sont à compléter. |         |          |           |         |

## Démographie
Jusqu'en 1809, la démographie de Vendresse était :
| 1793 | 1800 | 1806 | 1821 |
| ---- | ---- | ---- | ---- |
| 166  | 162  | 177  | 159  |